# 耐久レース

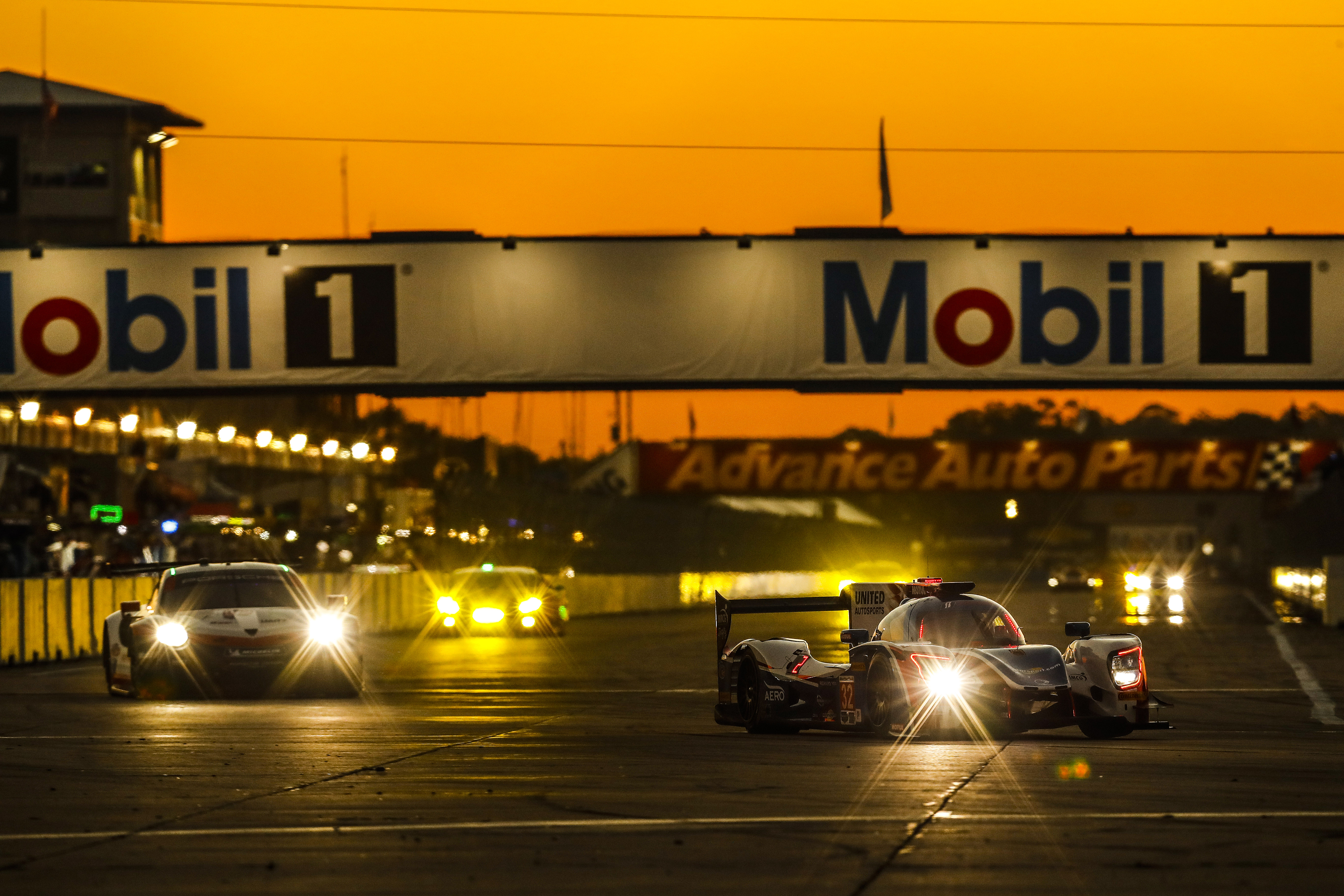
セブリング12時間レース（2018年）

耐久レース（たいきゅうレース、英: Endurance Race）は、モータースポーツにおける競技形態のひとつ。

## 概要
自動車競技およびオートバイ競技において、耐久レースは長距離・長時間を走行するレースを指す。短距離・短時間で行なわれるレースは「スプリントレース」と呼ばれる。またクローズドサーキット以外でダート路面やオフロードを含む場合は、ラリーレイドやクロスカントリーに分類される。
耐久レースの開催形式は、時間制と距離制に大きく分類される。
- 時間制

規定時間内の総走行距離が競われる。厳密には規定終了時刻を過ぎてから、優勝車がコントロールラインを通過した時点で競技終了となる。ただしニュルブルクリンク24hは1周回が長い事もあり、おのおのの車が24時間経過後最初にコントロールラインを通過した時点で競技終了となる。
- 距離制

規定走行距離を完走するまでの時間が競われる。実際の総走行距離は、規定走行距離を初めて超える周回数分となる。例えば鈴鹿1000kmの場合、規定周回数173周、総走行距離1,004.611 kmとなる。
耐久レースの大会名称は、「開催都市またはサーキット＋競技時間または規定走行距離」となることが多い。（具体例は後述の通り）

## 特徴

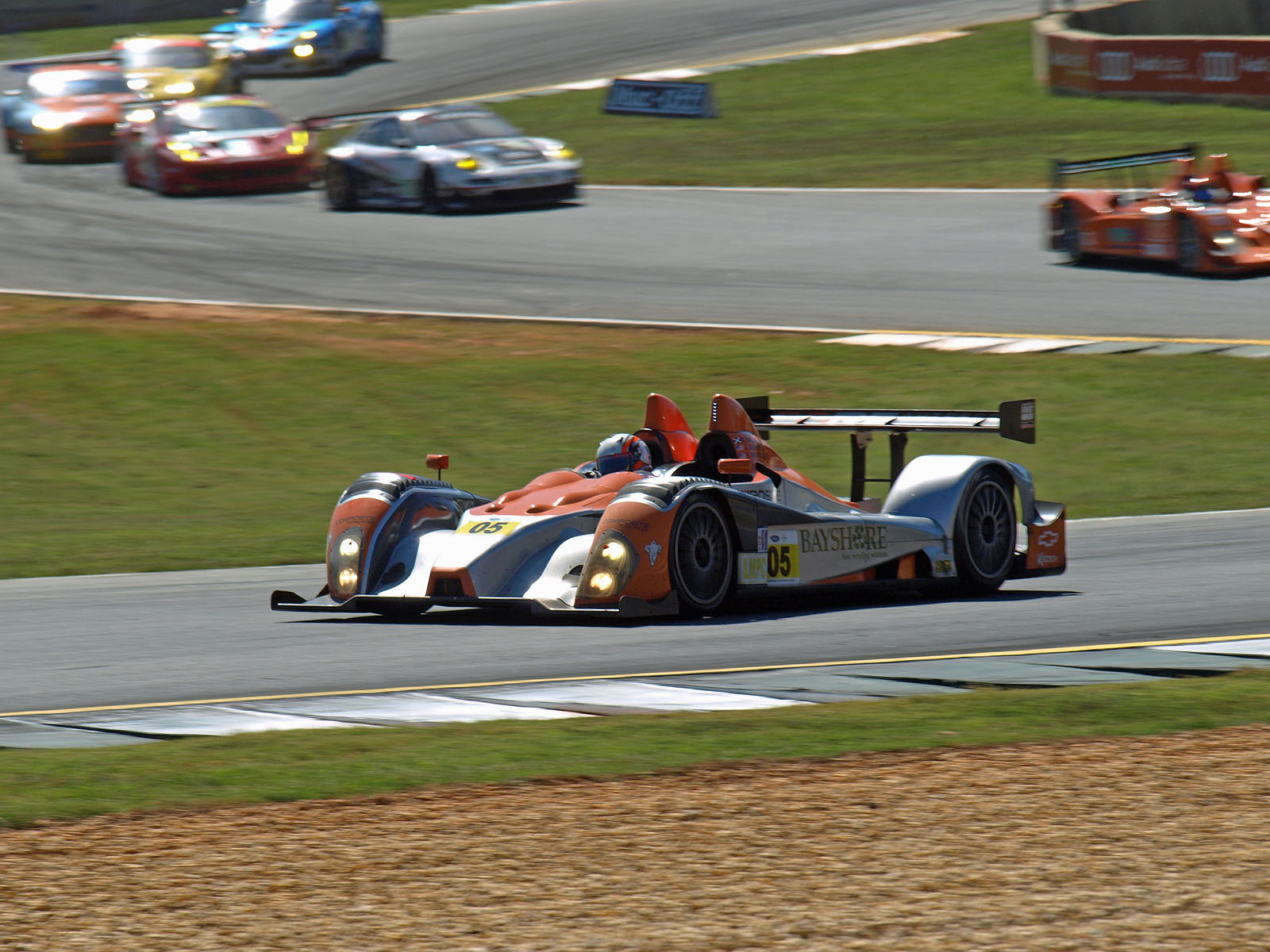
2011年プチ・ル・マン。前方にプロトタイプレーシングカー、後方にGTカーが見える。

耐久レースには、一般的なスプリントレースにはあまり見られないルールや事象が存在する。

### 混走
プロトタイプレーシングカーやツーリングカーの耐久レースでは、車両規定もクラスも異なる複数の競技車両が同時に同じサーキットを走ることが一般的である。これにより、いかにクラス違いの（遅い）車両をかき分けて行くかという運転技術が要求される。またその絡みで追い抜きが発生しやすい。

### ドライバー交代
耐久レースには長いもので24時間走行する大会もあり、1人だけで競技を続けることは大変危険である。過去にはピエール・ルヴェーのように1人でエントリーするドライバーもいたが、現在ではドライバー1人当たりの連続運転時間と最長運転時間耐が規定されており、多くの耐久レースでは、車両１台につき複数のドライバー（2 - 6名）をエントリーさせ、交代で一定時間以上運転することが義務付けられている。

### スプラッシュ&ゴー
最後のスティントで、タイヤは最後まで持つが燃料が足りなくなるがゆえに、給油のみのためのピットインを行うことがある。これは『スプラッシュ&ゴー』と呼ばれている。WECではタイヤの使用本数制限の影響で毎ピットごとのタイヤ交換が出来ないので、どのスティントをスプラッシュ&ゴーにするかという駆け引きも行われている。

### 完走扱いの違い
スプリントレースでは、優勝車の周回数に対して一定割合以上の周回を走行している場合（F1の場合は90%以上）は、ゴールしてチェッカーフラッグを受けなくともリザルト上は完走扱いとなるのが一般的だが、耐久レースでは「レース終了時点でコース上を走行している」ことが重要とされるため、優勝車がゴールした後一定時間内にコントロールラインを通過してチェッカーフラッグを受けないとリタイア扱いとなることが多い。このため、レースの大半をリードしながらも残り数分で車がストップしてしまった場合など、思わぬ大逆転が起きることがある（2016年のル・マン24時間レースにおけるトヨタ・TS050の例などが有名）。
また、フィニッシュラインは通過しても長期にわたってピットインしていたなどの理由で、周回数がクラストップの70%を下回った場合には「完走は認められるが順位は記録されない(Not Classified,NC)」という扱いで、途中リタイヤ(Do Not Finished,DNF)とは別の扱いになる。

## 主な耐久レース

### 選手権
- FIA世界耐久選手権
- FIM世界耐久選手権
- ユナイテッド・スポーツカー選手権
- ヨーロピアン・ル・マン・シリーズ
- アジアン・ル・マン・シリーズ
- スーパー耐久
- ブランパンGT・エンデュランスカップ

### 大会
- 世界三大耐久レース
  - ル・マン24時間レース
  - デイトナ24時間レース
  - スパ・フランコルシャン24時間レース

- ニュルブルクリンク24時間レース
- プチ・ル・マン
- 鈴鹿1000km → 鈴鹿10時間レース
- セブリング12時間レース
- ドバイ24時間レース
- 鈴鹿8時間耐久ロードレース
- バサースト12時間レース
- 十勝24時間レース
- 富士24時間レース
- 富士500マイル
- エコカーカップ
- サンダーヒル25時間レース
- レ・モン24時間レース（ル・マンのパロディ。逆さのマシンなど、奇妙な改造車を持ち合うアメリカのアマチュアレース）
- マラソン・デ・ラ・ルート（ニュルブルクリンクの84時間レース）

## 派生競技
- 1998年より毎年、十勝スピードウェイを舞台にママチャリ（婦人用買物自転車[要出典]）耐久12時間レースが行われている。改造規格などの厳正化、深夜走行などモータースポーツをベースとした本格的競技となっている。